# Oud-Egyptische keuken
Onder de Oud-Egyptische keuken verstaat men de gerechten die in het Oude Egypte bereid werden en de manier waarop dat gebeurde. Eten en drinken vormden in de Egyptische oudheid, die van ongeveer 3000 v.Chr. tot 300 n.C. liep, naast muziek en dans een van de belangrijkste genotsmiddelen.

## Culinaire keuken
Het woord keuken is op twee manieren op te vatten en in dit artikel worden beide betekenissen behandeld. De eerste interpretatie van het woord kan zijn de culinaire keuken; het voedsel dat in de Egyptische oudheid bereid werd. In het Oude Egypte werden veel feesten gevierd, waarvoor ook op het gebied van voedsel geen enkele moeite gespaard bleef en er dus de meest luxe hapjes op tafel kwamen. De normale voeding die in het dagelijks leven werd genuttigd, bestond voornamelijk uit brood, bier, melk, groenten en vis.

### Alledaags voedsel
Ook het alledaagse voedsel varieerde in verschillende omstandigheden. De beneden- en middenklasse had, wellicht vanzelfsprekend, een ander menu dan de rijkeren.
De meest voorkomende onderdelen uit de culinaire keuken waren brood, gemaakt van grof graan dat de naam cyllestis droeg, bier (heqet), groenten als uien, radijs en knoflook, kruiden als dille, koriander en rozemarijn, en zongedroogde, rauwe vis. Vlees werd door de meeste Egyptenaren alleen op festiviteiten gegeten, daar dieren voor de meeste mensen te duur en te nuttig waren om op te eten. Veel rijke mensen konden dat zich wel veroorloven en voor hen was vlees, onder anderen van vee en gevogelte, dagelijkse kost. Wel werd er door koningen en andere rijken veel vlees geschonken aan tempels, waarvan een deel aan de armen werd overgedragen.

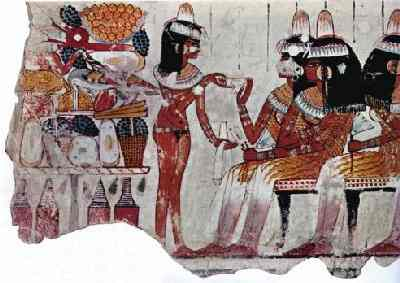
Oud-Egyptische keuken

Er kan gesteld worden dat het voedsel voor de middenklassen adequaat was, maar niet zeer voedzaam. Bij de voeding voor de rijken was dat anders. Zij aten vrijwel dagelijks, behalve brood, groente en fruit, ook nog vlees, gevogelte (met name eend) en dronken wijn. Zij aten dit bovendien in - naar verhouding - grote hoeveelheden. Desondanks kwam overgewicht in het Oude Egypte vrijwel niet voor.
Overigens staan deze bevindingen wat betreft de Oud-Egyptische keuken in contrast met de conclusie die Stephen Macko van de Universiteit van Virginia maakte. Hij onderzocht de haren van Oud-Egyptische mummies uit verschillende perioden en dat van Kopten uit 1000 n.C. Uit dit onderzoek bleek dat de middenklasse in de Middeleeuwen gevarieerder at dan de rijke Egyptenaren uit de Egyptische oudheid. Mogelijk waren de reliëfs in tombes, met daarop grote schalen met de meest exotische producten, dus enigszins geïdealiseerd.

### Feestmalen

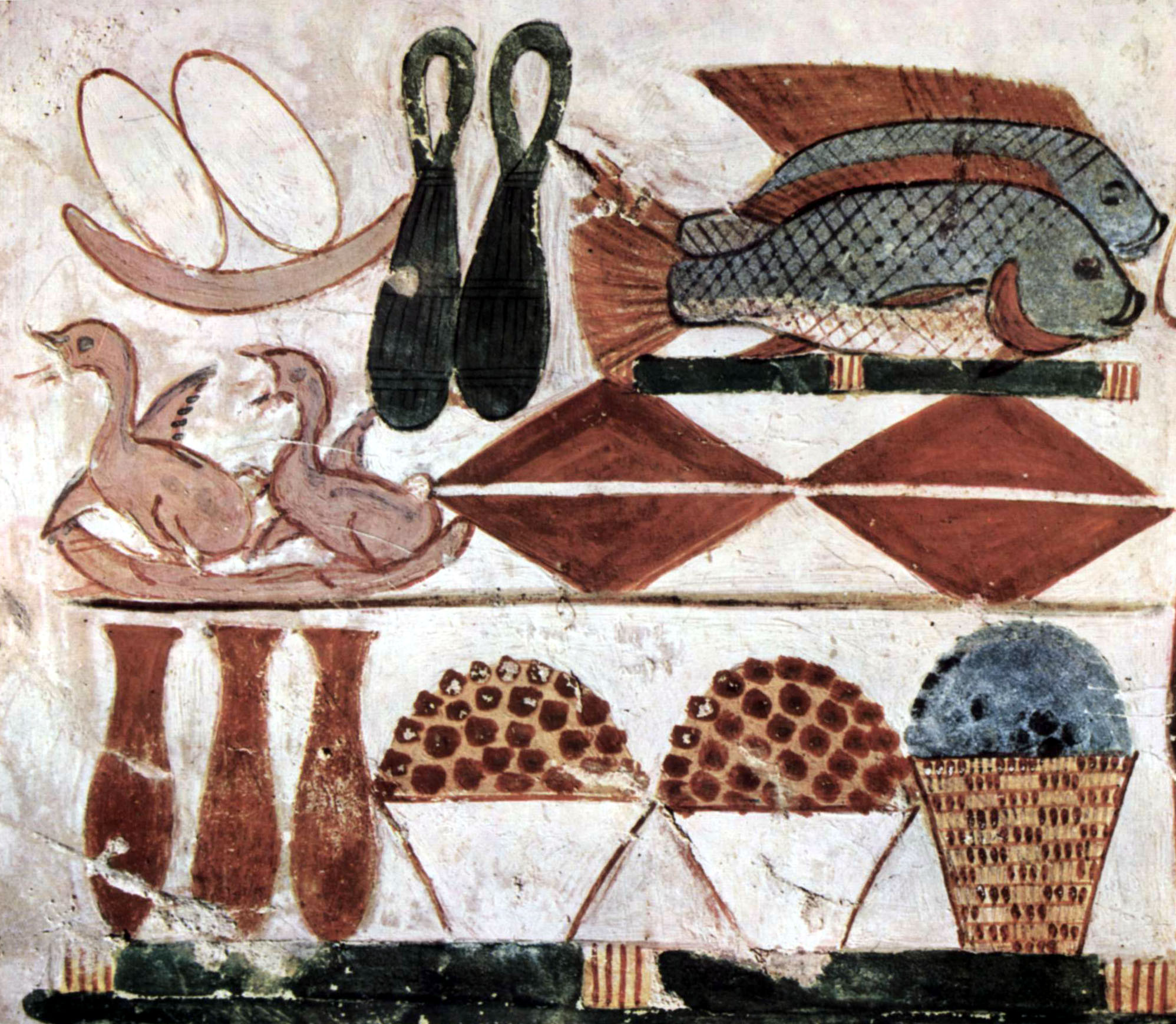
Oud-Egyptisch voedsel

Zoals al enkele malen eerder vermeld is, waren de Egyptenaren grote liefhebbers van feesten, waarop muziek, dans, eten en drinken de belangrijkste elementen waren. Die feesten greep men dan ook met beide handen aan om delicatessen te bereiden. Het waren voornamelijk de rijke en modaal-verdienende mensen die feestvierden; arme vrouwen hadden de taak het luxueuze voedsel klaar te maken en te serveren. De genoemde delicatessen bestonden vaak uit maaltijden met boter en kaas, gevulde vogel en bief, dat op smaak werd gemaakt met onder andere knoflook, mosterd, lente-ui, kaneel, honing en vijgen. Bij deze maaltijden werd bier of wijn gedronken.

## Abstracte keuken
Een andere visie op het woord keuken kan zijn de abstracte keuken; de ruimte waarin het voedsel bereid werd en de technieken waarmee dat gebeurde. In de Egyptische oudheid werd het grootste deel van het voedsel op de grond bereid en de keuken was daar dan ook goed op voorbereid. Maaltijden werden gekookt, gestoomd, gebakken, gegrild, geroosterd of gefrituurd en daarom stond er in elke Egyptische keuken een ronde oven waarvan de bakruimte vrijwel direct op de vloer lag. Met behulp van pannen, spitten en roosters was het mogelijk om in deze oven elke zojuist genoemde bereidingswijze toe te passen. Er was in de meeste keukens ook een drie- of vierpotige tafel aanwezig, die werd gebruikt om de vis en het vlees op te snijden.
Van de gemiddelde burger was het servies van klei gemaakt. De zeer welvarende mensen hadden meestal bronzen, zilveren of gouden serviezen. Bestek werd niet gebruikt: de Oude Egyptenaren aten met de toppen van hun vingers. Men waste zijn handen na het eten in kommen met water.
Er zijn de afgelopen decennia diverse resten van Oud-Egyptische keukens gevonden. De meest recente (2006) vondst was een keuken die in Luxor staat en als restaurant, slagerij en groentewinkel voor werklieden en schoolkinderen diende. Het restaurant stamt uit ongeveer 1200 v.Chr. Een ander voorbeeld van keukenruïnes is de bakkerij in Gizeh.

## Verder lezen
- R. Balkwill, Food and Feasts in Ancient Egypt, Upper Saddle River, 1994. ISBN 0027263231
- Food: Bread, beer, and all good things, reshafim.org.il, 2000-2005.
- S. Ikram, Choice Cuts: Meat Production in Ancient Egypt, Leuven, 1995. ISBN 9068317458
- M. Peters-Destéract, Pain, bière et toutes bonnes choses... L'alimentation dans l'Egypte ancienne, Monacho, 2005. ISBN 2268056120
- S. Ross, Food and Festivals, Londen, 2001. ISBN 0750233737
- J. Shuter, Ancient Egyptians: Farming and Food, Chicago, 1999. ISBN 0852639724
- P. Tallet, La cuisine des Pharaons, Arles, 2003. ISBN 2742745203
- H. Wilson, Egyptian Food and Drink, Buckinghamshire, 1988. ISBN 0852639724